# Шалом, Украина!
Всеукраинский фестиваль еврейского искусства «Шалом, Украина!» — фестиваль еврейской культуры и искусства на Украине, проводится с 1996, по инициативе Еврейского фонда Украины.
Фестиваль проходит под патронатом Государственного комитета по делам национальностей и религии Украины.
В 2004 году фестиваль принял двести тридцать участников конкурсной программы с Украины, ближнего и дальнего зарубежья. Лучшим исполнителем хореографии выбран Марат Нудель (Краматорск). В конкурсе вокалистов первое место заняла представительница Киева, приз получил также один из вокальных коллективов.
В 2006 году в фестивале приняли участие творческие коллективы с Украины, из США, Израиля и Узбекистана. Председатель жюри — заслуженная артистка Украины Алла Рубина. Лауреаты фестиваля:
- Гран-при — Натан Кей (США)
- Дипломы 1-й степени — Юлия Сенкевич (Киев), Алла Рид (Москва), Борис Галустьян (Ровно)

В 2008 году прошел фестиваль, посвящённый 60-летию провозглашения Государства Израиль. Гала-концерт фестиваля состоялся в июне 2008 года. Лауреаты фестиваля:
- Вокал: Любовь Поплавская (Харьков), Вячеслав Фрекин (Харьков), Альберт Годин (Харьков) — III место. Татьяна Мицель (Хмельницкий), Ян Харитонов (Харьков) — II место. Сергей Задворный (Харьков), Анна Марк (Чернигов) — І место.
- Хореография: II место — коллектив «Мааян» худ.рук. Кучеренко М. А. (Мелитополь), І место — Тарас Гливка, ансамбль «Любитель» (Львов). Гран-при — Борис Киперштейн (Харков).

В 2010 году фестиваль проводился в декабре, в дни празднования Хануки и посвящён еврейскому танцевальному искусству. Лауреатами фестиваля стали 15 художественных коллективов из Черновцов, Харькова, Киева и Тернополя.

## Номинации
- Вокал
- Вокально-инструментальные ансамбли
- Танцевальные коллективы
- Клезмерские коллективы